# Jama gębowa
Jama gębowa – początkowy odcinek układu pokarmowego u kręgowców (znajdują się w niej m.in. zęby, język oraz gruczoły), a także niektórych bezkręgowców (np. przywry, nicienie, dżdżownicowate i bezczaszkowce), rozpoczynający się otworem gębowym i przechodzący w gardziel lub przełyk. Służy do pobierania i do mechanicznego rozdrabniania pokarmu. Jama gębowa człowieka nazywana jest jamą ustną.